# 자이드 쿤바르
자이드 아쉬라프 오마르 쿤바르(아랍어: زيد اشرف عمر قنبر, Zaid Ashraf Omar Qunbar, 2002년 9월 4일 ~ )은 팔레스타인의 축구 선수로, 포지션은 공격수이다. 현재 Al-Ahly Benghazi 소속이다.